# Bucșani, Giurgiu
Bucșani là một xã thuộc hạt Giurgiu, România. Dân số thời điểm năm 2002 là 4021 người.